# 怜悯之刃

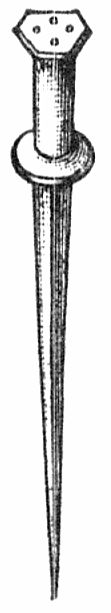
怜悯之刃

怜悯之刃是一种长而窄的刀具，是中世紀盛期时人們对受重伤的骑士执行致命一擊的武器。怜悯之刃的刀刃很细，能从盔甲板之间的缝隙刺入人体。
在以刀剑为主的冷兵器年代，受了致命伤的骑士通常不会很快死亡，为减轻其痛苦，人們就会用到怜悯之刃；怜悯之刃还可用于在扭打中击杀对手。怜悯之刃的刀尖能穿过十字軍頭盔的面甲或视孔，进而刺入头颅，刺中大脑，也能穿过板甲上的孔洞和脆弱之处（如腋下位置），进而刺中心脏。怜悯之刃自12世纪起就已为人所知，德意志地区、波斯以及英格兰的军队都曾装备过该武器。至少从14世纪起，波兰的骑士和王公们也开始使用怜悯之刃。